# Manuel Ederer
Manuel Ederer (* 16. Mai 1993) ist ein deutscher Poolbillardspieler. Er wurde 2010 deutscher Meister im 14/1 endlos.

## Karriere
Manuel Ederer wurde insgesamt zehnmal deutscher Jugend-Meister. Bei der Jugend-Europameisterschaft gewann er 2007 mit Gold im 14/1 endlos und Bronze im 8-Ball der Schüler seine ersten Medaillen. 2008 wurde er Schüler-Europameister mit der deutschen Mannschaft und Dritter bei der Junioren-Weltmeisterschaft. 2009 gewann er im Finale gegen Wojciech Szewczyk erneut den EM-Titel im 14/1 endlos der Schüler. Ein Jahr später wurde er Junioren-Europameister im 14/1 endlos, im 9-Ball und mit der Mannschaft sowie Vizeeuropameister im 8-Ball der Junioren.
Bei der deutschen Meisterschaft 2008 erreichte er im 14/1 endlos erstmals das Viertelfinale bei den Herren. 2010 gewann er erstmals Medaillen. Er wurde, durch einen 150:0-Sieg im Finale gegen Kevin Becker, deutscher Meister im 14/1 endlos und Dritter im 9-Ball. Einen Monat später zog er ins Finale der Bundesmeisterschaft 10-Ball ein und verlor dort mit 5:9 gegen Jan Hendrik Voß.
2011 wurde Ederer erstmals für die Europameisterschaft nominiert. Dort erreichte er das Viertelfinale im 14/1 endlos, das er jedoch gegen den späteren Europameister Tomasz Kapłan verlor. Im August 2011 gewann er seine erste Euro-Tour-Medaille, nachdem er im Halbfinale der German Open gegen Serge Das ausgeschieden war. Bei der deutschen Meisterschaft 2011 zog er ins 9-Ball-Finale ein und verlor dieses mit 6:11 gegen Oliver Ortmann. Bei der EM 2012 erreichte er das Viertelfinale im 10-Ball und das Achtelfinale im 8-Ball.
Nachdem er in der Saison 2013/14 nur an wenigen Turnieren teilgenommen hatte, gewann Ederer im November 2014 mit Bronze im 8-Ball zum fünften Mal eine Medaille bei der deutschen Meisterschaft. Ein Jahr später erreichte er lediglich im 14/1 endlos das Viertelfinale, das er mit 0:125 gegen den späteren deutschen Meister Joshua Filler verlor.
Ederer war 2010 Teil der deutschen Mannschaft, die bei der Team-Weltmeisterschaft das Achtelfinale erreichte.
Bei der EM 2012 wurde er mit der deutschen Nationalmannschaft Vizeeuropameister.
Mit dem BSV Dachau wurde er in der Saison 2015/16 deutscher Meister.
Ederer ist auch im Snooker aktiv.
2021 nahm er am German Grand Prix-Event in Heidenheim teil und wurde Turniersieger gegen Kilian Baur-Pantoulier.
2025 unterlag er im Finale des Turniers der German Snooker Tour in Würzburg mit 0:2 gegen Soner Sari.